# 100 km van Ieper
De 100 km van Ieper is een internationale driedaagse wandeltocht, ook wel “In Flanders Fields March” genoemd, met startpunt in het West-Vlaamse Ieper. De tocht vindt plaats in het Hemelvaartsweekend.

## Ontstaan van de wandeltocht
In 1972, de tijd van de 'Sport voor Allen'-gedachte, ligt de oorsprong van deze meerdaagse wandeltocht. Enkele leden van de toenmalige Ieperse Sportraad namen hierin het voortouw. De tocht was meteen ook de tegenhanger van de Mars Arlon-Vielsalm.
Om de mars te laten groeien, gingen de leden wekelijks op stap met andere clubs, om deelnemers te ronselen. Zo liep in de tweede editie de Franse club 'Les Marcheurs du Val de Marne' mee. Vanaf 1974 deden er tevens Engelse militairen mee aan de tocht. Het hoogtepunt werd bereikt in 1976, toen er om en bij de 300 Engelse militairen en bobby's deelnamen. De Canadezen en de Duitse reservisten waren toen ook al van de partij.

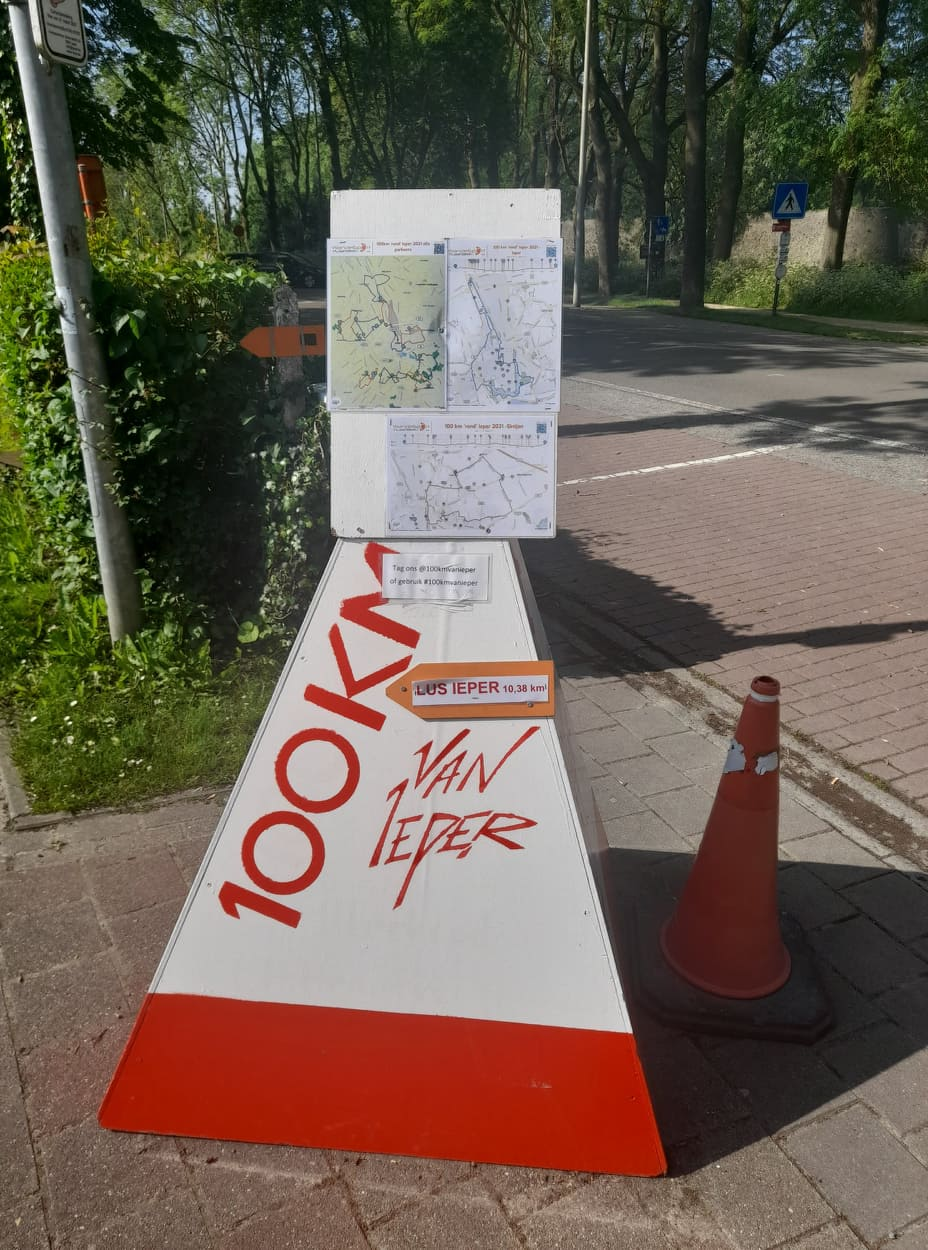
Kegel 100 km - startpunt Fenix
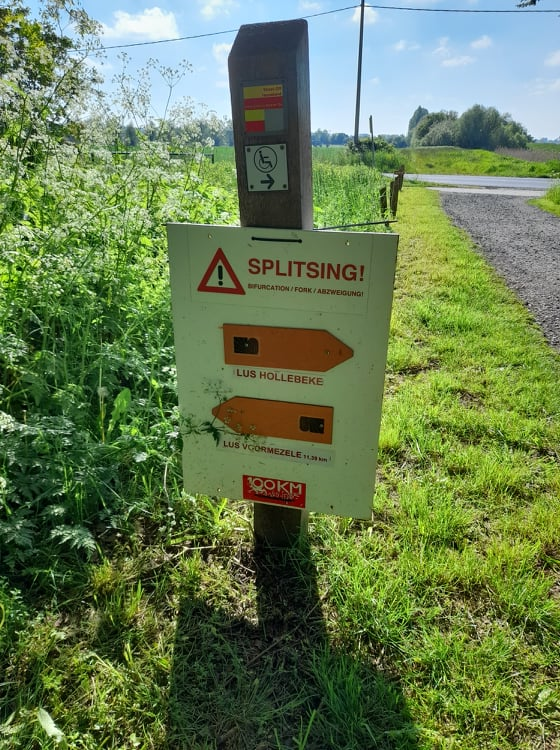
splitsing
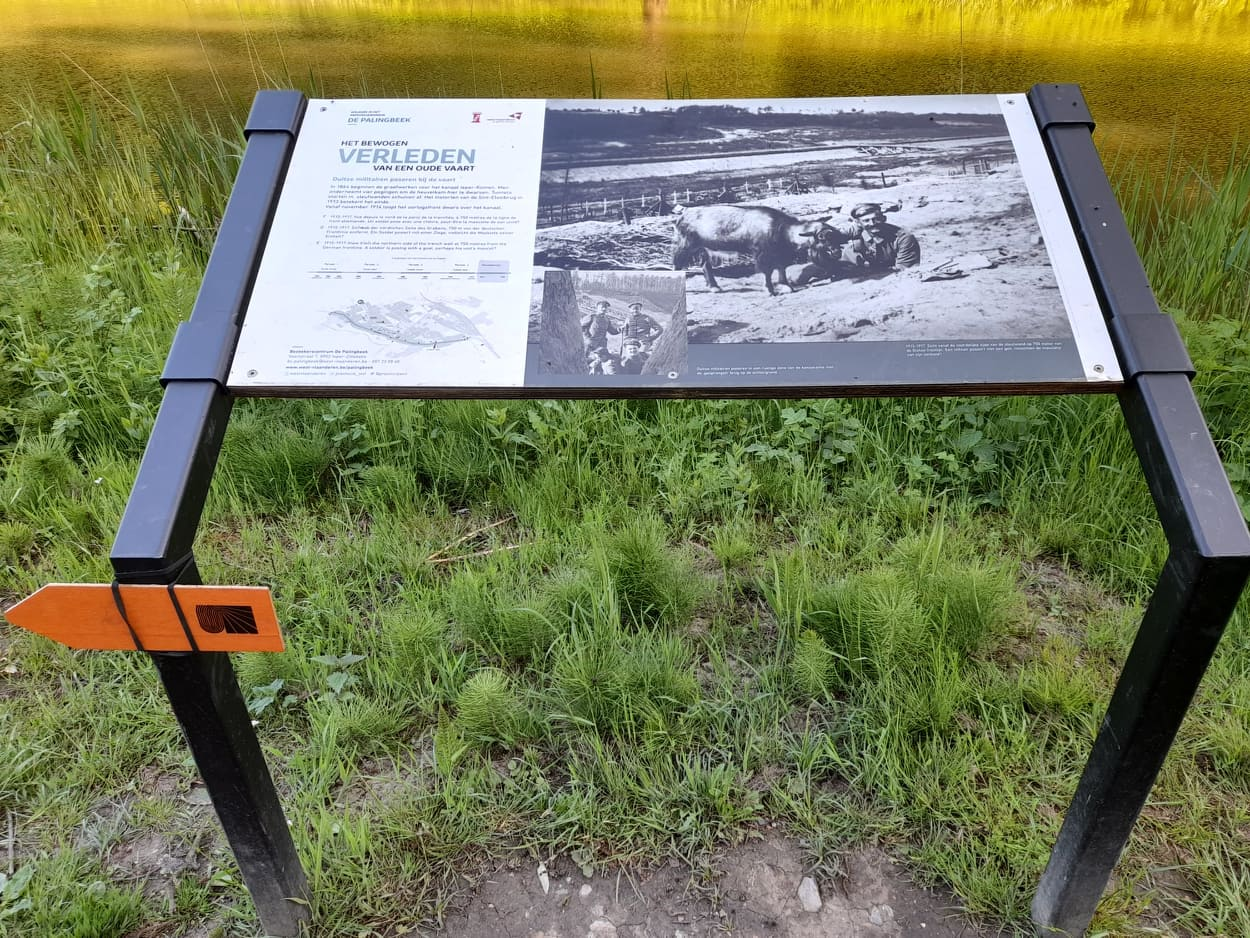
wegwijzer

## Organisatie en doelstelling
De wandeltocht beoogt enkele doelstellingen, waaronder:
- Wandelen als sport onder de aandacht brengen;
- Kansen bieden aan sporters met een handicap;
- Herdenken van de vele slachtoffers van de Eerste Wereldoorlog;
- Wandelaars op een sportieve manier laten kennismaken met het historische karakter van de Ieperboog en het West-Vlaams Heuvelland.

De organisatie is aangesloten bij Wandelsport Vlaanderen en draagt officieel de naam "100 km van Ieper vzw" met nummer 5194.